# Петровка (Абдулинський міський округ)
Петро́вка (рос. Петровка) — село у складі Абдулинського міського округу Оренбурзької області, Росія.

## Населення
Населення — 150 осіб (2010; 223 у 2002).
Національний склад (станом на 2002 рік):
- росіяни — 83 %